# Huinca Renancó
Huinca Renancó é um município da província de Córdova, na Argentina.